# Нидерих (Кёльн)
Нидерих (нем. Niederich) — средневековое кёльнское название поселения к северу от римской стены Кёльна. На его социальное развитие впоследствии значительное влияние оказали три возникших здесь аббатства. В более позднее время, как видно на карте города, составленной картографом Арнольдом Меркатором в 1571 году, местность представляла собой городской район с полями и виноградниками, сохранивший свой сельский характер до начала XX века.

## От особого сообщества к пригороду
Первые поселения возникли между улицей Марцелленштрассе, начинающейся у римских северных ворот и ведущей к Нойсу с её продолжением Айгельштайн, и на первоначальной Нидерихштрассе на востоке. Последняя соединяла церковь Св. Куниберта на внешнем северо-востоке с ядром города.
Как и его южный кёльнский пандан Оверсбург (Оверих, Overich), название пригорода «Нидерих», возможно, имело франкское происхождение. Развитие Нидериха было похоже на развитие западной и южной окраин раннего города.
Помимо бывшей римской военной дороги Айгельштейн, в этом северном регионе было ещё несколько «главных дорог». Тезка района, Нидерихштрассе, позже была переименована в своей южной части в Йоханнисштрассе вместе с Йоханнитским орденом, который возник около 1239 года. Там была построена церковь святых Иоанна и Кордулы. Другие улицы и переулки были созданы за счет поселений справа и слева от Айгельштайна, таких как Вайденгассе, Унтер Каленхаузен, Унтер Краненбаумен, которые существуют до сих пор, или Махаберштрассе (Маккавейская улица). На последней указанной улице, на территории, ранее известной как Грисберг или Грисбергер-Фельд, ещё со времён архиепископа Анно (около 1070 года) стояла часовня святой Магдалины, из которой со временем развился монастырь и Махаберская (Маккавейская) церковь бенедиктинских монахинь.

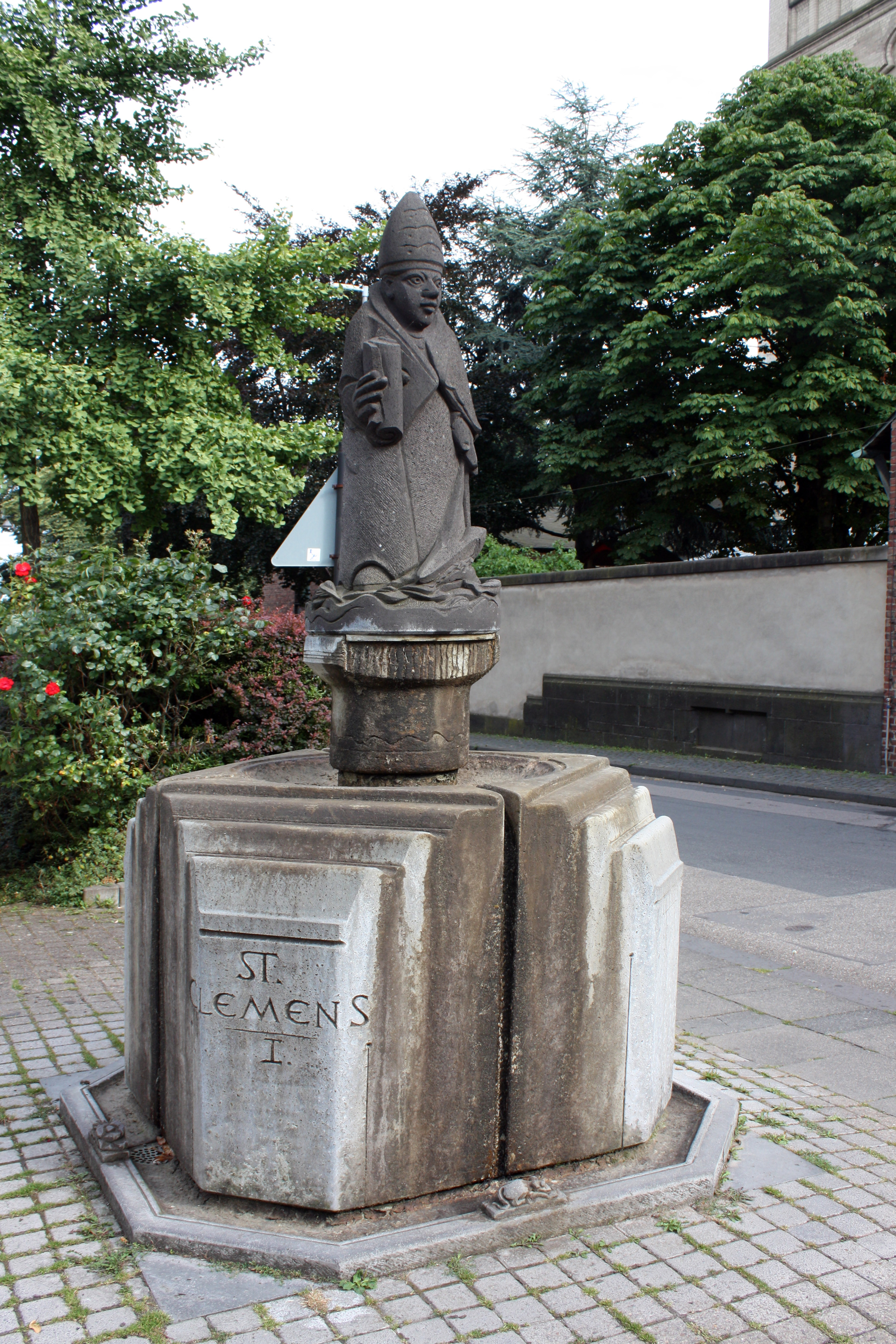
Источник Св. Климента у церкви Св. Куниберта

### От часовни к коллегиальной церкви
Раньше здесь на Рейне была построена церковь, которая затем была освящена в 1247 году как соборная церковь св. Куниберта. Её происхождение, возможно, можно увидеть еще в VII веке; принято считать, что первоцерковь была построена архиепископом Кунибертом Кёльнским перед северной римской стеной на месте раннефранкской часовни (аналогичное событие произошло около 803 г. в Миндене).
Куниберт возвёл небольшую церковь как место своего захоронения и посвятил её святому Клименту. Позже церковь потеряла своего первоначального покровителя и, вероятно, была освящена после канонизации её основателя. До 1106 года, когда пригород Нидерих был включен в состав города, пастырское попечение о его жителях было исключительной обязанностью св. Куниберта.

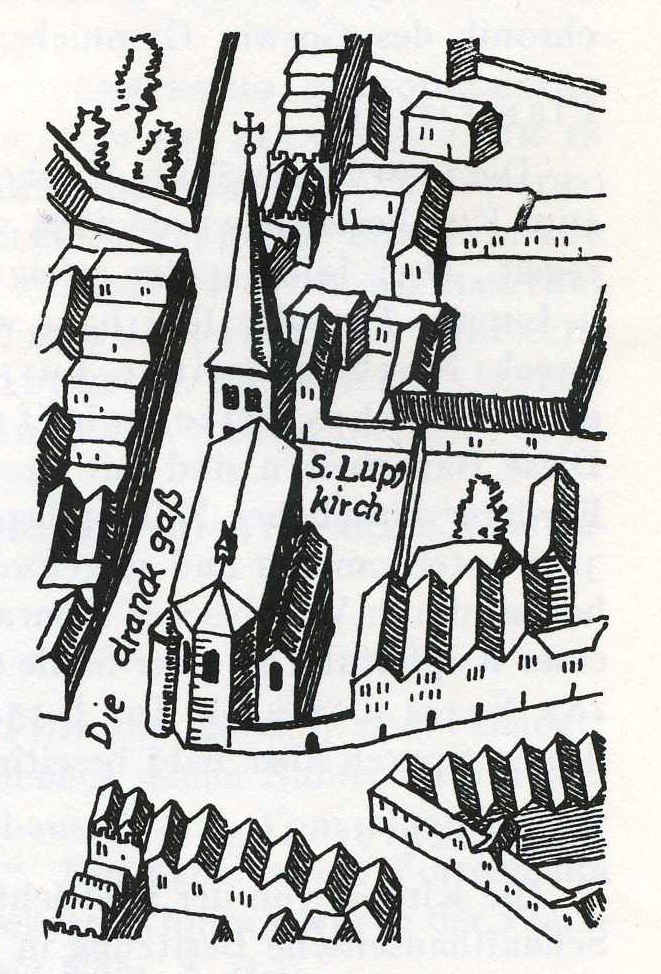
Церковь Св. Лупа на карте Меркатора 1570 года

#### Приход Святого Куниберта
Церковь Св. Куниберта, которая позже отделила свой западный неф для служб мирян, присматривала за северным Айгельштайном, восточными частями улиц Планкгассе и Айнтрахтштрассе, а также за улицами Гереонсвалль, Вайденгассе, Тюрмсхенвалль, Унтер Каленхаузен и Унтер Краненбёймен. В этот район духовного попечения входили также  улица «Ан дер Линде», монастырь Куниберт и одноимённая улица, Махабэрштрассе, Сервас-, Пенц-, Платц- и Гольдгассе (северная часть последней), а также северная часть Йоханнисштрассе и западный угол Максиминенштрассе. Район церкви Св. Куниберта, разделённый расширением города, был воссоединён в 1180 г. Бывшая часовня больницы св. Лупа была укрупнена до приходской церкви монастыря.

#### Церковь Святого Лупа
Церковь Святого Лупа (Кёльн), ставшая приходской в 1172 году, отвечала за прихожан на Максиминенштрассе (северная сторона), Хофергассе и Йоханнисштрассе (на юг до Гольдгассе), на южной части Гольдгассе и «Вальдемансгассе». Последняя улица называлось Коцгассе с XV века из-за коцменгеров  (продавцов мясных отходов, пригодных для питания), которые поселились здесь и позже стали Костгассе. К общине принадлежали также жители улицы «Альтес Уфер» (на юг до Гольдгассе) и жители Транкгассе на восток до Хубертусгассе. Из-за домов к западу от св. Лупа, в Транкгассе (их обычно сдавали в аренду каноники), часто возникали споры с соборной приходской церковью Св. Марии им Пеш, которая добивалась приходских прав на эти дома.

### Застройка

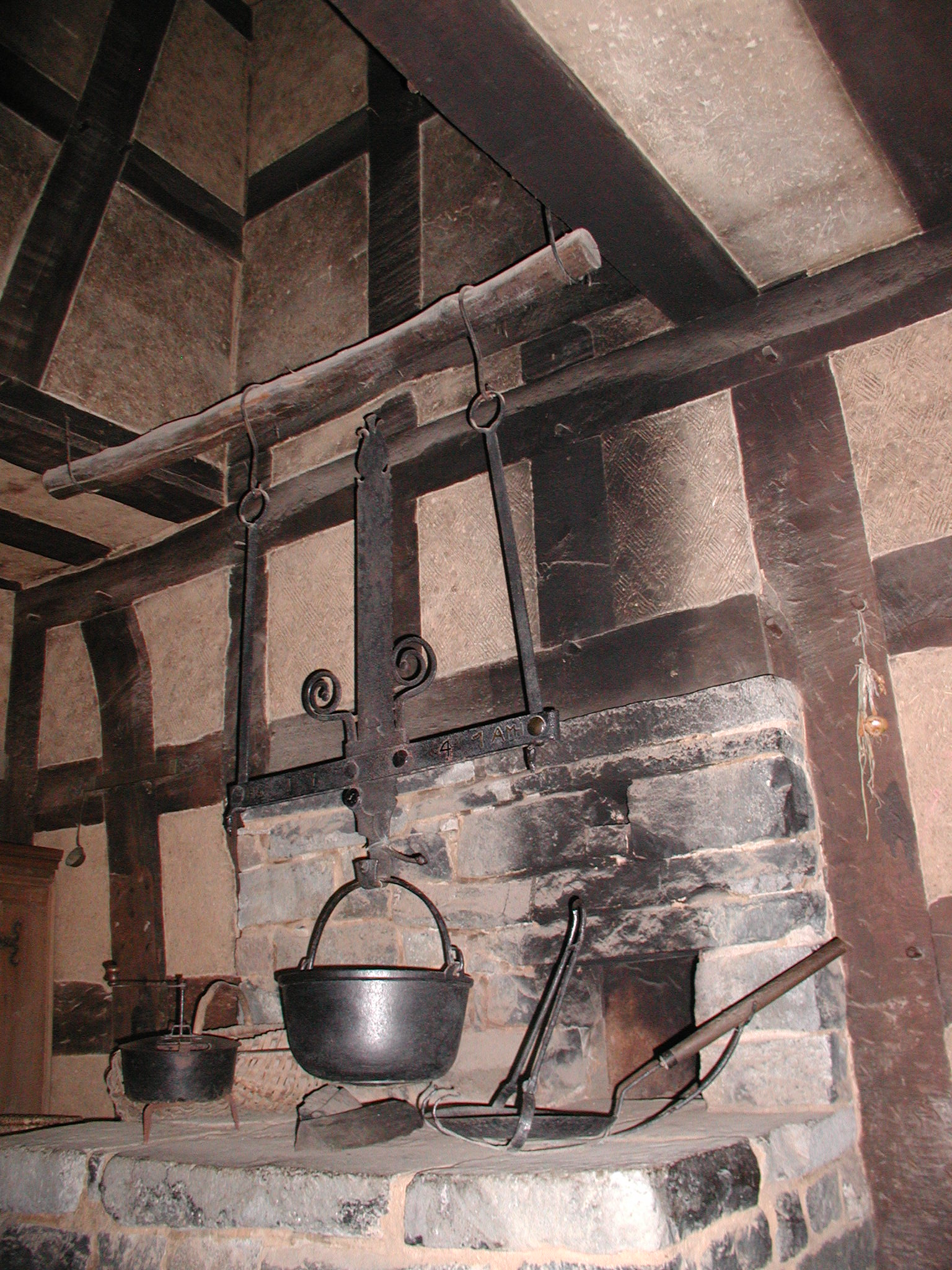
Типичный прирейнский очаг XVII века

Вокруг часовен и первых простых церквей Нидериха поселенцы стали строить свои скромные жилища. Как сообщается в хронике Кёльхоффа от 1499 года, постройки раннего периода были очень «простыми». Это же отмечал и Герман фон Вайнсберг. Каменные постройки или дома целиком из дерева составляли исключение, а правилом для строящихся в то время домов в Кёльне была каркасная (фахверковая) конструкция. Только фундамент имел каменное или любое другое прочное основание. Например, у берегов Рейна в качестве фундамента часто использовали вбитые в землю сваи. Пространство между полостями деревянного каркаса заполнялось хворостом и глиной и только с XV века кирпичами. Из твёрдых материалов, как правило, возводился только фасад здания. Задняя часть и, возможно, примыкающие к нему постройки во дворе были деревянными. С их открытыми каминами они часто становились причиной разрушительных пожаров. В 1376 году Нидерих пострадал особенно сильно; часть построек сгорела вместе с церковью Куниберта. В 1462 г. пожар поразил Макавеевский монастырь, а в 1502 году — монастырь Святой Урсулы.
| Приходы Нидериха, включая Айгельштайн | Дымоходы или камины (1492 г.) | Число зданий (1705 г.) |
| Св. Павла                             | 451                           | 300                    |
| Св. Лупа                              | 412                           | 262                    |
| Св. Марии Отпущения грехов            | 177                           | 317                    |
| Св. Куниберта                         | 767                           | 583                    |
| Источник информации: Kойссен          |                               |                        |

В отличие от других пригородных районов, в которых специализацией стали различные виды торговли, Нидерих оставался районом, используемым в основном для сельского хозяйства.

### Водоснабжение

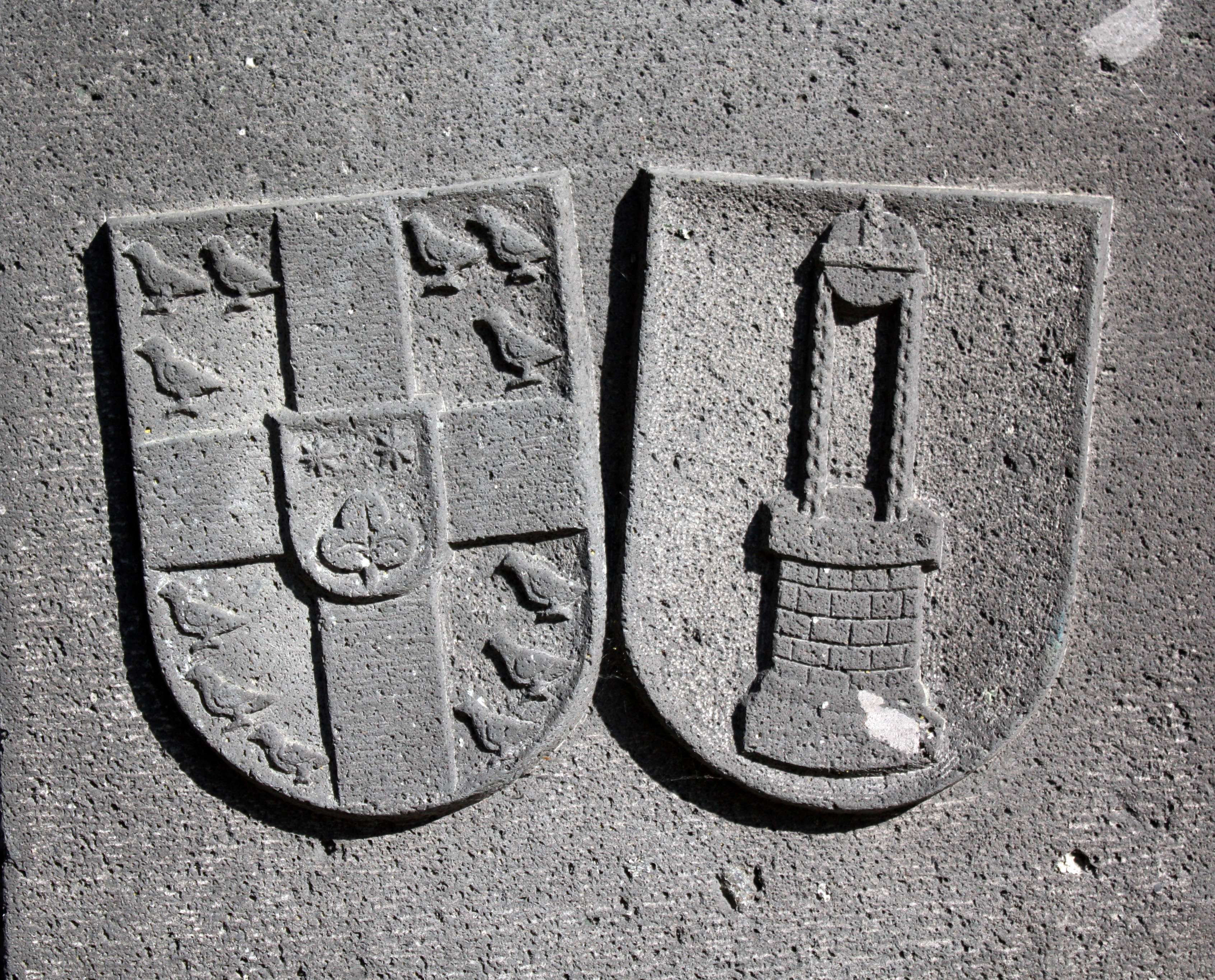
Колодец на гербе мэра Кёльна
семьи «фон Грооте» и «цум Пюц» (Кендених)

Водоснабжение (питьевой и технической водой) жителей Кельна в средние века обеспечивалось местными колодцами. Устройство, используемое в колодцах, известное как «пюце» («Pütze») на кельнском диалекте, включало «журавль» с шестом, опускаемым в колодезь, длина которого соответствовала его глубине. Ведро (или бадья), прикреплённое к шесту, которую до сих пор называют «Бютт» в Кельне, дополняли оборудование. «Радпюце» (Radpütze“), оборудованный лебедкой, которая опускала ведро на тросе (позднее — на цепи), появился позже. В некоторых случаях над колодцем сооружалось нечто вроде дома, который также использовался как жилой и назывался «Пюцхаус».

Старая колодезная техника
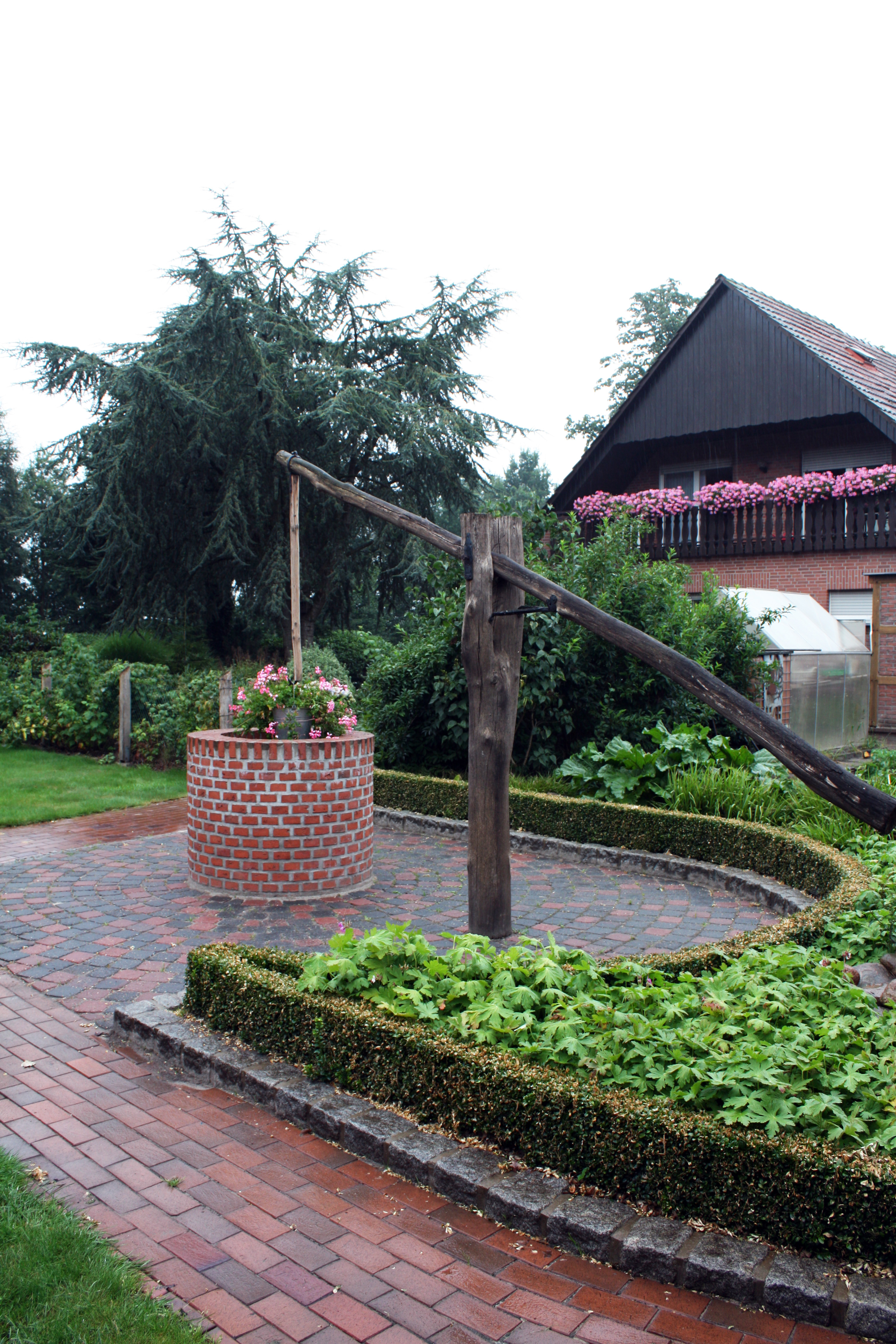
«Журавель» над колодцем
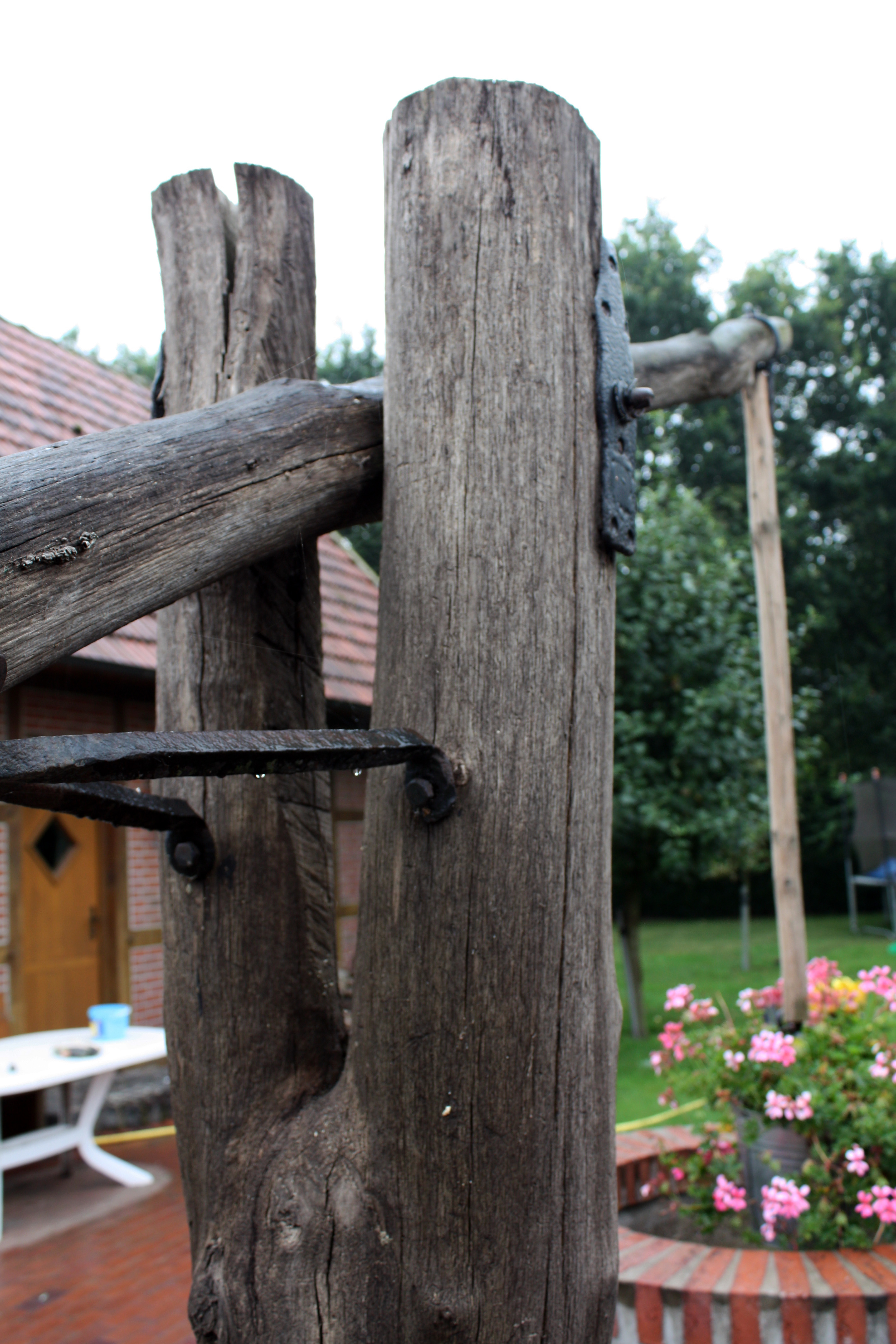
Соединительная вилка «журавля»
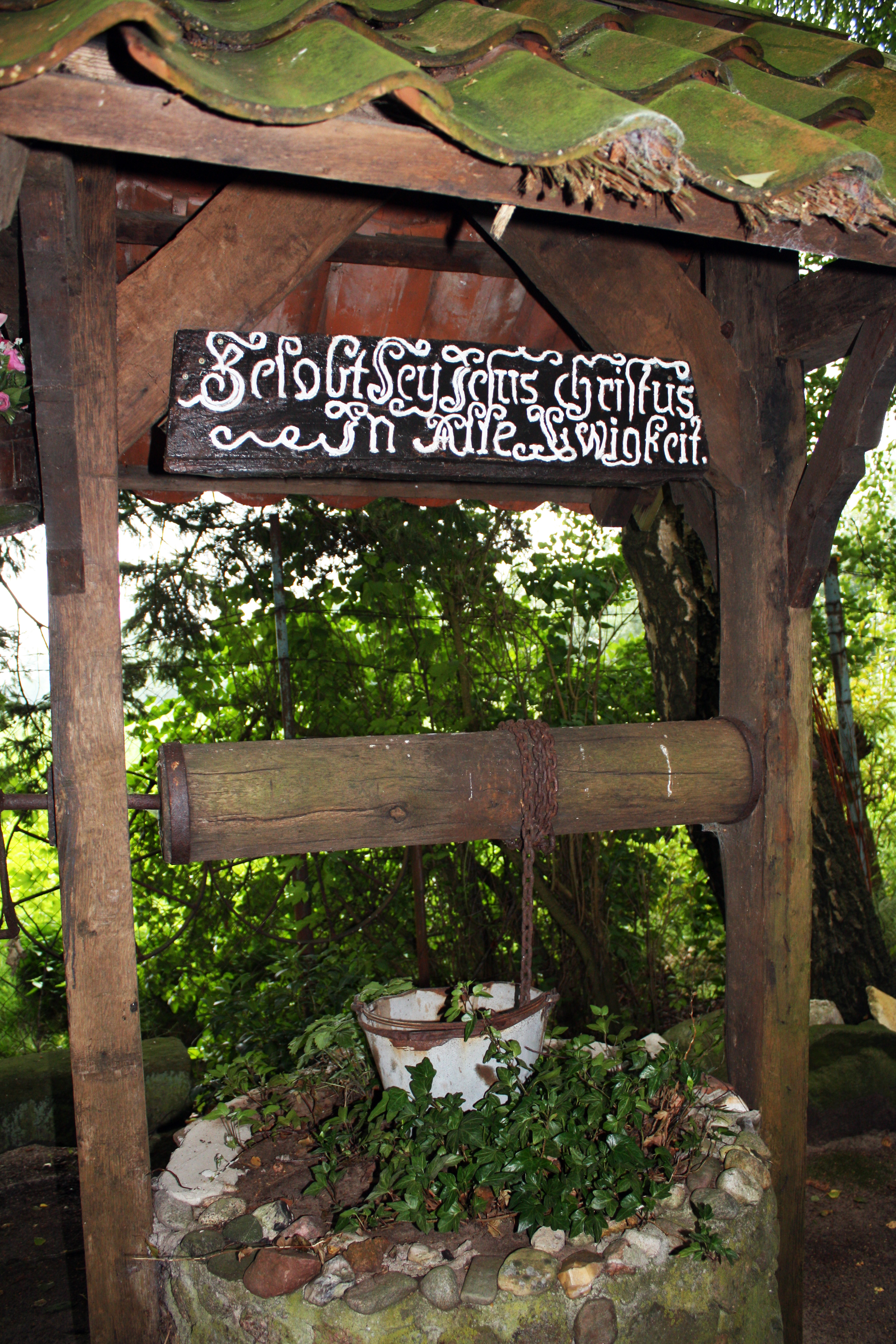
Пример цепного колодца

Как и во всём городе, общественные колодцы в Нидерихе чаще всего располагались вдоль длинных улиц. Их часто можно было встретить на стыках двух домов, на широких улицах или посреди площадей. Но они также стояли и в тупиках, которые тогда часто называли «колодезными переулками» (Pützgässchen) или Пюцхоф (Pützhof). На западе города район греческого рынка назывался Пюцхоф, а основателем монастыря «Айнхорн» на Марцелльштрассе в 1291 году был Оделиндис де Пютц. Название улицы Клингельпюц на юге Нидериха указывает на источник происхождения топонима.

### Сельское хозяйство, усадьбы, виноградарство

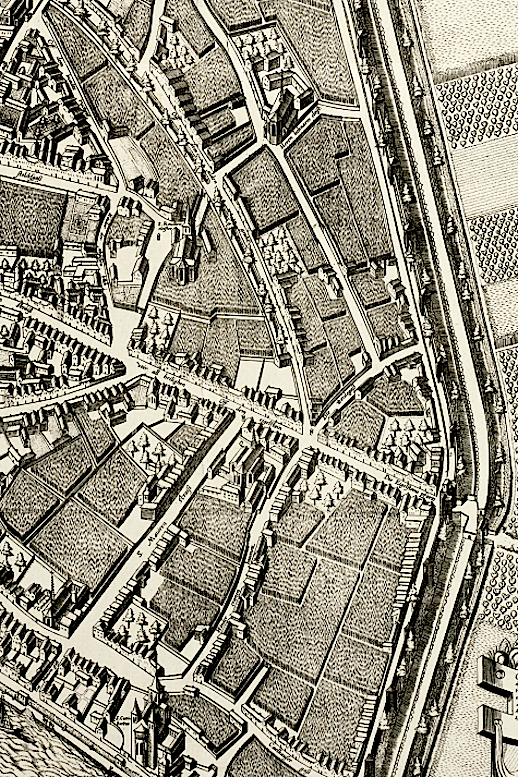
Виноградники Нидериха в Кёльне

Поилки для скота обычно устанавливались там, где на больших площадях или широких улицах располагались рынки скота. Ими пользовались также верховые лошади и  тягловые животные, запряженные в телеги и повозки. От воды зависели не только люди и скот, но и сельское хозяйство и виноградники, покрывавшие свои нужды колодезной водой.
- Колодец и большая поилка находилась перед усадьбой «Шпигелер Хоф» на Маккавейской улице, которую также называли «Хоф на Марвиренштрассе» или «Хоф цум Ирреганг».[8] С 1431 года усадьба «Шпигелер Хоф», которая также назвалась Хоф фон дер Марк (Hof von der Mark) или же Меркишер Хоф (Märkischer Hof»), принадлежала графу Адольфу IV фон дер Марку[9], позже её купил Карсилиус фон Палант-Брайденбент[10]. В XV веке Шпигелер Хоф, вероятно, был бегинажем или «домом вдовы»[11]. В 1569-70 гг. он упоминается как место встречи анабаптистов; живший там «Юнгфер Палант» был выдворен. В конце XVI века Шпигелер Хоф принадлежал гуманисту Карлу фон Утенхове[нем.] (1536–1600) и его приёмной дочери, поэтессе Анне фон Палант-Брайденбент[нем.] (около 1550–1599)[12], которые оба умерли здесь. В 1611/15 гг. в здании был основан первый в Германии монастырь капуцинов (Святого Франциска)[13]. В 1817 году монастырский комплекс был преобразован в пехотные казармы по адресу Machabäerstraße 26-28, и сегодня на этом месте находится евангелический приходской дом старого города.
- Колодец и поилка у дома благородной семьи по фамилии Штабен на современной улицу «Им Штавенхоф» возле Айгельштайнских ворот[14]. Один из семьи Штабен был мэром Кёльна.
- Колодец и поилка рядом с усадьбой Риль (Riehl) на улице Марцелленштрассе[15].
- Во дворе герцога Вальрама Лимбургского на территории Штолькгассе.
- В 1301 году граф Дитрих фон Клеве арендовал «Хоф Нидерих» на Йоханнисштрассе у Франка фон Хорна, который с тех пор назывался «Хоф Клеве». Иоганн Адольф Вольф Меттерних цу Грах[нем.] получил комфортабельный аристократический дом в 1642 году как феодальное владение Бранденбурга. Этой усадьбе принадлежали конюшни, пивоварня и пекарня, а вокруг здания лежали два акра виноградников, для которых Иоганн Адольф нанял собственного винодела[16].
- Дер Штедингсхоф (Der „Stedingshof) Цум Кранен (zum Krahnen).
- Усадьба графов Юлихских на "Клоккринге".
- Усадьбы "Кальдер Штессен" и "Кальденхузен".
- Усадьба "Цур Пфорте" на Йоханнисштрассе.
- Усадьба "Цум Фойспельц" на Хофергассе.
- «Мельцхоф» на Марцелленштрассе.
- Настоящей сельской усальбой была «Цур Назен» на Айгельштайне, упомянутая в 1519 г., чей замечательный инвентарь был позже описан[17].

### Усадьбы монастырей, орденов и женских штифтов
Термин «усадьба» употреблялся в источниках и для тех владений, которые принадлежали монастырям и другим церковным организациям.  Они активно приобретали малозастроенные предместья Кёльна. В ходе дальнейшего развития эти первоначально небольшие земельные угодья выросли в обширные поместья. Усадьбы в основном использовались в качестве крупных складских помещений, чтобы присутствовать на рыночном мегаполисе Кельна с продуктами, произведенными за пределами их земель, такими как зерно и вино в больших коммерческих количествах. Владения в Нидерихе в основном были окружены несколькими гектарами виноградников. Монахи, реализуя товар, использовали полученные средства для дальнейшего приобретения и строили здесь простые многоквартирные дома. В источниках называются следующие церковно-монастырские усадьбы:
- Поместье церкви Святого Куниберта, располагавшееся рядом с построенными позже Ангельштайнскими воротами города.
- Усадьба женского штифта из Эссена на набережной Рейна «Ам Алтен Уфер».
- Усадьба монастыря Кнехтштеден и Св. Марии Рурмондской на Максиминенштрассе (усадьба Кнехтштеден со временем приобрела большое количество прилегающих домов и превратилась в одно из крупнейших поместий Нидериха).
- Подворье ордена тамплиеров на Транкгассе (перешедшее капитулу кёльнского собора после роспуска ордена в 1330 г.).
- Цистерцианские монахи аббатства Альтенберг (curia ecclesie de veteri-monte/двор церкви старой горы, латин.) также имели ферму на Нидерихе, обычно называемую «Альдеберг».[18] В 1268 году они получили право управлять первой паромной переправой из Мюльхайма на правобережье кёльнского курфюршества. Помимо привилегии паромного сообщения (ставшего впоследствии Мюльхаймским понтонным мостом[нем.]) основной доход они получали от сельского хозяйства. Таким образом, монахи теперь могли легче добраться до своей усадьбы, расположенной на Йоханнисштрассе. Только около 1700 года они были вынуждены возвратить свои права на паромное сообщение герцогской семье Берг.[19] Этот хозяйственный двор, построенный аббатством в Кёльне во второй половине XII века (1156 г.)[20], превратился в эффективное городское торговое учреждение, сыгравшее важную роль в экономике монастыря. Здесь, на кёльнском рынке, продавалась значительная часть их продукции, которую они производили не только на усадьбе, но и в районе Юлиха. Начиная с XIV века, аббаты Альтенберга, из-за полученных ими таможенных привилегий, полностью сосредоточили свою торговлю в Кельна и стали пренебрегать торговыми отношениями, которые они ранее поддерживали с Фландрией. Монастырская усадьба на Йоханнисштрассе служила второй резиденцией аббатов в позднем средневековье.[21]

Кёльнская усадьба Эбербахского монастыря (также цистерцианского) располагалась недалеко от Альтенбергер Хоф по обеим сторонам Сервасгассе. Монастырь занимал лидирующие позиции среди множества винодельческих монастырей. Руководство монастыря Эбербах также признало хорошие возможности продаж, предлагаемые кёльнским филиалом, и начало расширять свою кёльнскую усадьбу около 1160 года. В привилегии, предоставленной монастырю Эбербах папой Александром в 1163 году, двор Эбербаха в Кёльне был указан как «cellarium et domus/подвал и дом». Монахи Эбербаха также постепенно получали таможенные льготы и в основном возили вино в Кёльн на своих кораблях. Кёльнское отделение производителя вина Верхнего Рейна превратилось в одного из самых важных поставщиков винного рынка Кёльна в позднем средневековье.
- Одна из так называемых монастырских усадеб («curiae claustrales») находилась на территории иммунитета церкви Св. Куниберта, и епископ Трирский использовал её как жильё.[22]

На карте города Меркатора 1571 года в районе Нидериха показаны не только виноградники кёльнского кафедрального соборного капитула, упомянутые в 1449 году, но и другие большие площади, некоторые из которых принадлежали коллегиальным церквям Нидериха и были засажены виноградными лозами.

## Коллегиальные церкви
Согласно положению, содержавшемуся в Ахенском уставе, коллегиальные церкви были обязаны заботиться о больнице, которая обычно строилась рядом с ними. Однако в первые дни после утверждения положений устава церкви видели свою главную задачу в заботе о бедных, а не в заботе о больных. Старейшим из кёльнских церковных коллегиальных учреждений является капитул собора. Фонд для строительства собора возник в результате разделения имущества Гюнтера в 866 году, в котором капитул принимал активное участие.
Помимо кёльнского соборного капитула, к коллегиальным церковным учреждениям в Кёльне и его окрестностях были отнесены монастыри Св. Гереона, Св. Северина, Св. Куниберта, Св. Урсулы, Свв. Кассия и Флорентия в Бонне, Св. Виктора в Ксантене и церковь Св. Пантелеимона вместе с их хосписами для бедных.

Бывшие коллегиальные церкви в Нидерихе сегодня
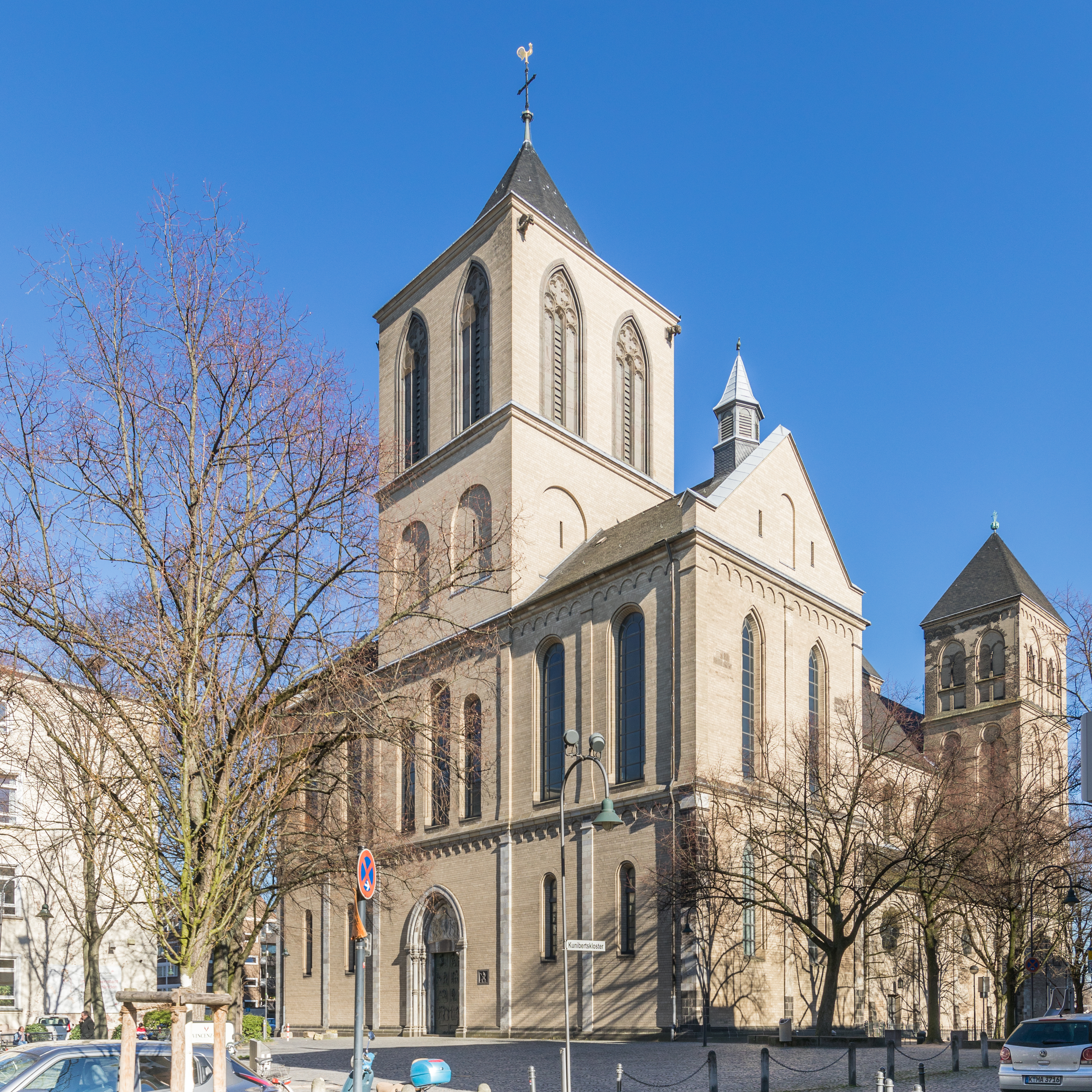
Церковь Святого Куниберта
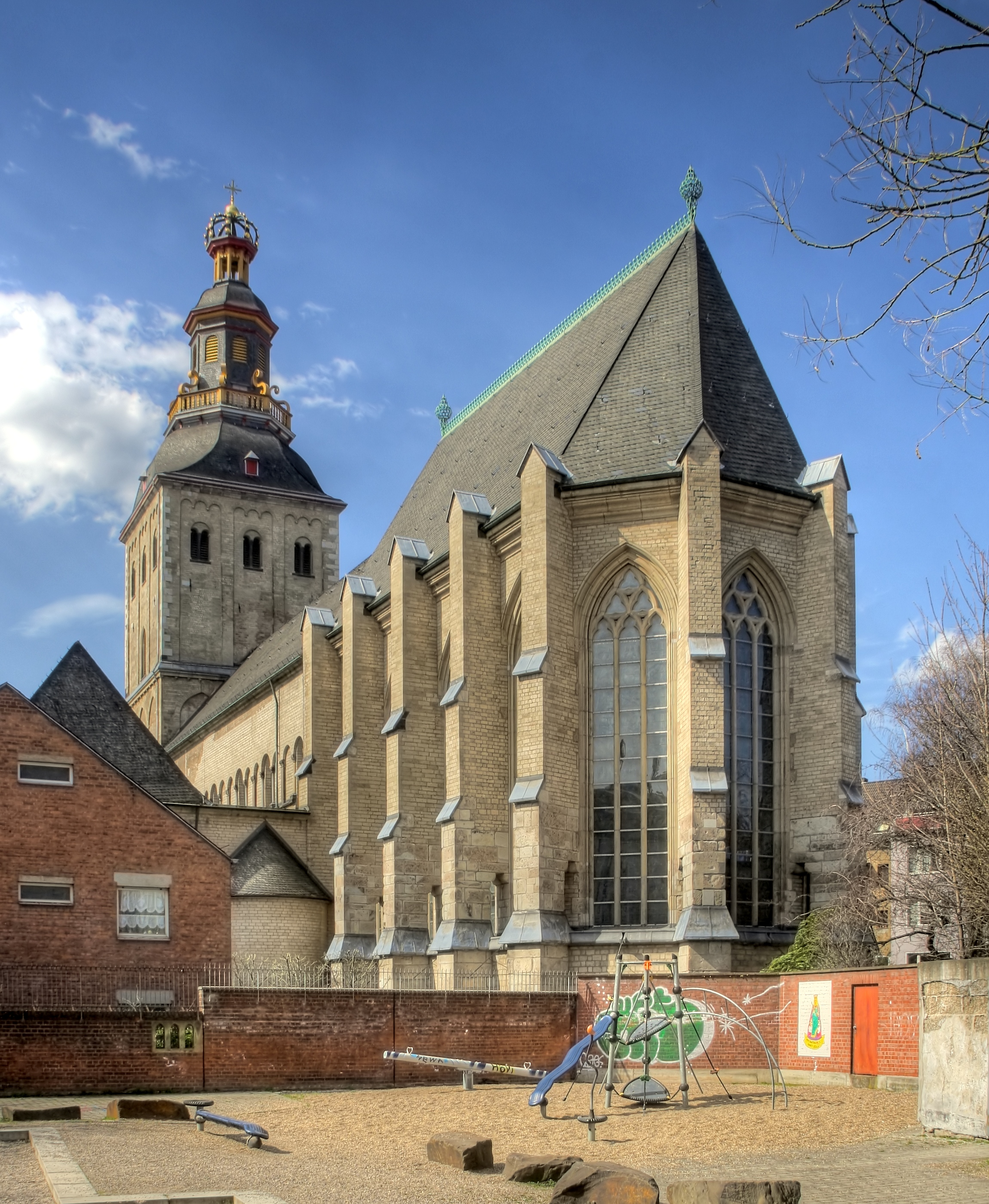
Церковь Святой Урсулы
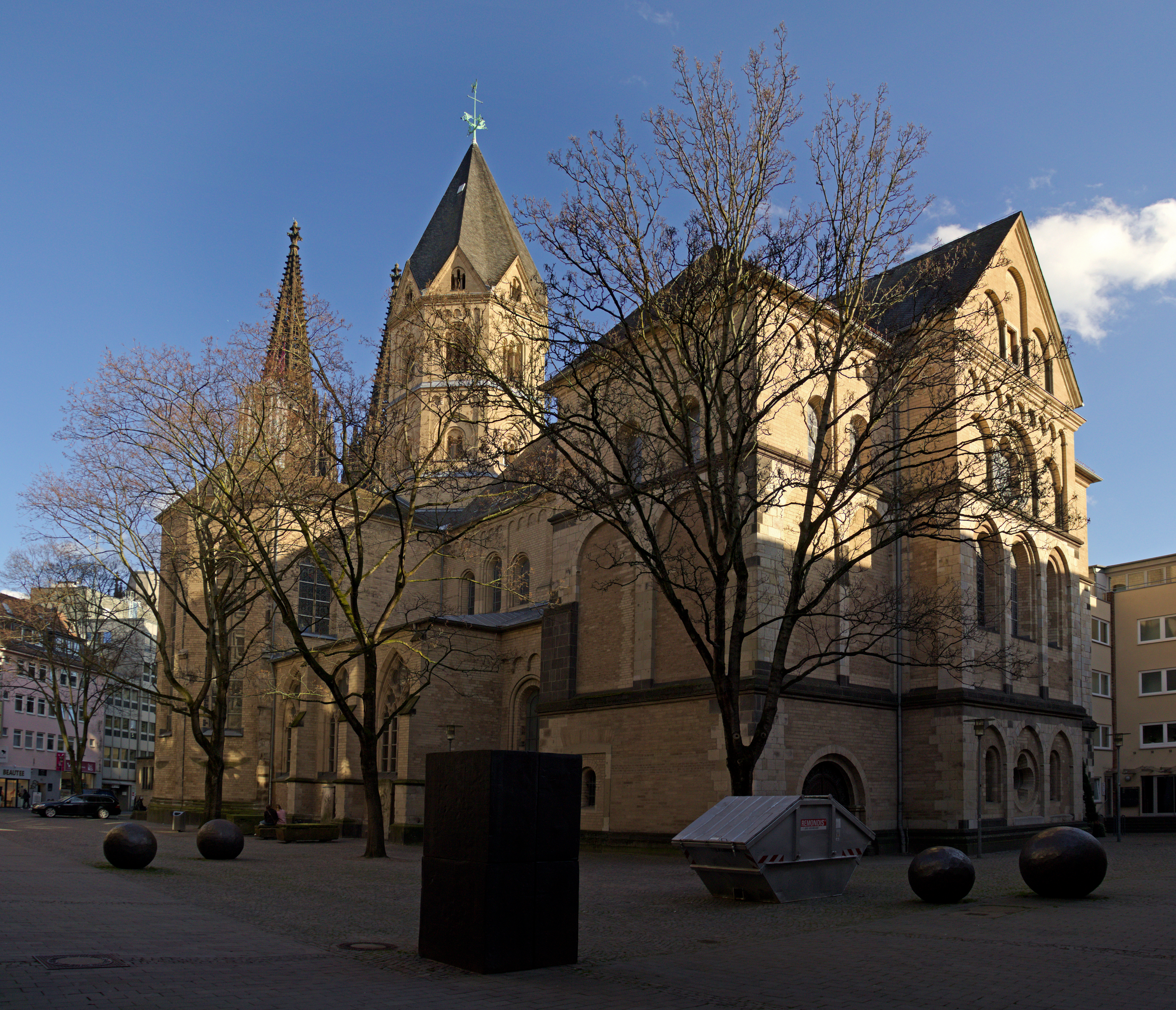
Церковь Святого Андрея

### К святым девам

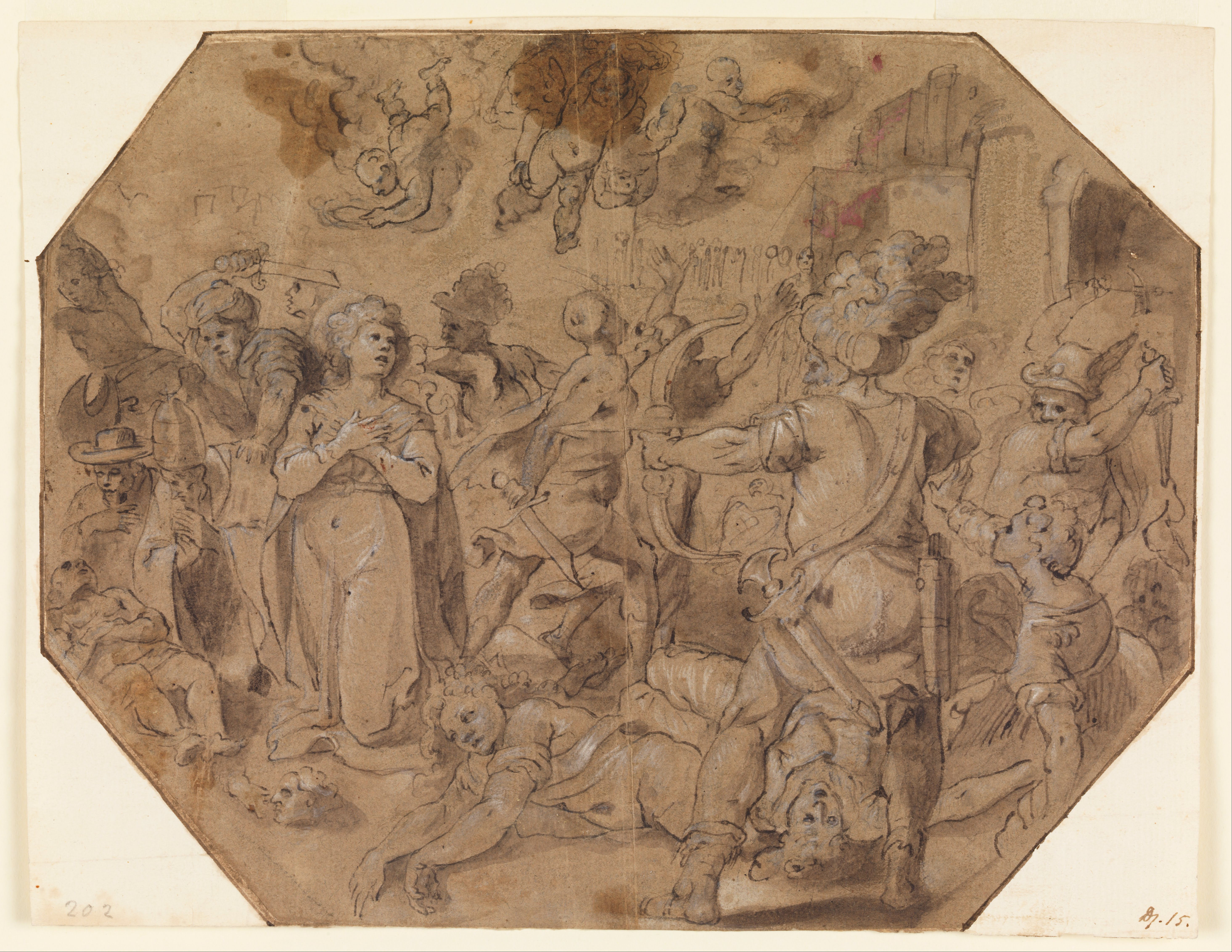
Мученичество святой Урсулы

Около 816 г. к упомянутому выше монастырю Св. Куниберта присоединился коллегиальный монастырь с церковью под названием «К святым девам» (называемой с XVI века Св. Урсулы). Санкт-Мария Абласс стала его приходской церковью.
После первого упоминания в 927 г. церковь Мария Абласс (Мария Отпущение грехов) (ныне русская церковь равноапостольных Константина и Елены снова упоминается в 1172 г., теперь уже как «с. Marie (-ae) prope virgines» (рядом с девственницами). В начале XIII века она называется «с. Maria de campis vel avelasz» (Мария Полевая или Индульгенция), а позже, около 1220 г., она была названа «eclesia beate (-ae) dei genitricis Mariae». Наконец, примерно с 1300 г. они стали называться «eclesia s. Marie (-ae) ad indulgentiam» (к отпущению грехов).

### Приходской район Санкт-Мария-Аблас

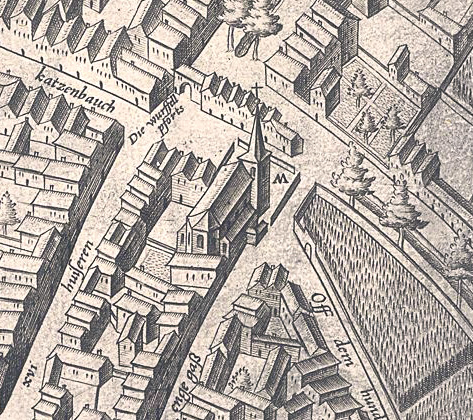
Санкт-Мария-Аблас в XVI веке

Как одна из приходских церквей в Нидерихе, Санкт-Мария Абласс окормляла юго-западный и юго-восточный углы Эйгельштайна, северную территорию Марцелленштрассе, Штолькгассе и Урсулаштрассе. Дальше к району церкви относились северная часть улицы Унтер Заксенхаузен (название произошло из-за стоявших на ней 16 домов) и южная часть её продолжения — Гереонштрассе. К церковному району относились южная часть улицы Клингельпютц, западная часть Планкгассе, "Альтенграбенгесхен", западная часть Айнтрахтштрассе, прилегающие небольшие улицы Энггассе и Хунненрюккен, а также Урсулаклостер, Урсулаплац и Кордулаштрассе. Кроме того, под контролем церкви находился район на Кёльнской возвышенности — деревня Оссендорф.
На эти две основных приходских района на севере города уже повлияли правила «Ахенского устава», которые ввёл в действие кёльнский архиепископ Гунтар (850–863) в качестве раздела территорий ответственности между кёльнскими церквями.

### Церковь Св. Андрея
Самое позднее к IX веку была построена церковь, которая позже стала третьей коллегиальной церковью в Нидерихе: Св. Андрея. Считается, что это была небольшая часовня, посвященная святому Матфею, которая стояла на рву перед северными воротами римской стены. Назначение каноников из монастыря Святой Марии Капитолийской, а также основание монастыря каноников при архиепископе Бруно считается доказанным. Новое здание церкви, связанное с этим основанием, было освящено архиепископом Геро в честь апостола Андрея в 974 году. В салический период (1050-60 гг.) хор и крипта церкви были отремонтированы, а неф  построен между 1190 и 1220 годами. Непосредственно к зоне иммунитета коллегиальной церкви примыкала церковь св. Павла, которая была возведена в статус приходской церкви при коллегиальной.

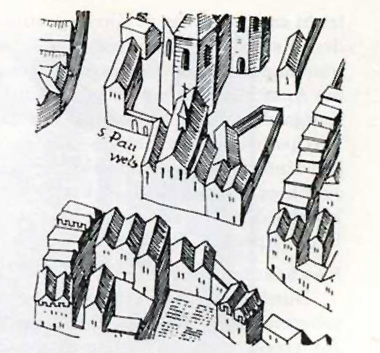
Св. Павел (Меркатор, 1571)

#### Приход Святого Павла
Св. Павел — это название бывшей романской приходской церкви и прихода средневекового Кёльна, который позже перешёл в состав коллегиальной церкви Св. Андрея. Не исключено, что приход Св. Павла был присоединён к коллегиальной церкви Св. Андрея еще до того, как город был расширен в 1106 году. Согласно Гелениусу, церковь была построена около 980 года по приказу архиепископа Варина. В кёльнских источниках она появилась в 1151/65 году под обозначением «с. Паули Германус» (s. Pauli Hermanus).
В своём округе приход заботился о верующих за северной крепостной стены (поскольку их дома стояли за римской стеной), о верующих сегодняшней Комёдиенштрассе, о жителях восточной части сегодняшней Цойгаусштрассе, о жителях Каттенбуга, южной стороне восточной части Гереонштрассе, а также южной стороне улицы «Унтер Заксенхаузен». К приходу Св. Павла относились также улицы «Ан ден Доминиканерн», Андреасклостер, северная часть Марцелленштрассе и северо-западный угол Транкгассе.

## Монастыри, конвенты, часовни
Помимо проживавших каноников, в Нидерихе существовал только один мужской монастырь. Другие монастыри являлись женским общинами. Это были незамужние девушки и вдовы, которых также называли бегинками. Монастыри, предназначенные для мужчин, называемых бегардами, лишь время от времени располагались в Кёльне (монастыри Алексиан и Оливандов), но не в районе Нидериха.

### Маккавейский монастырь

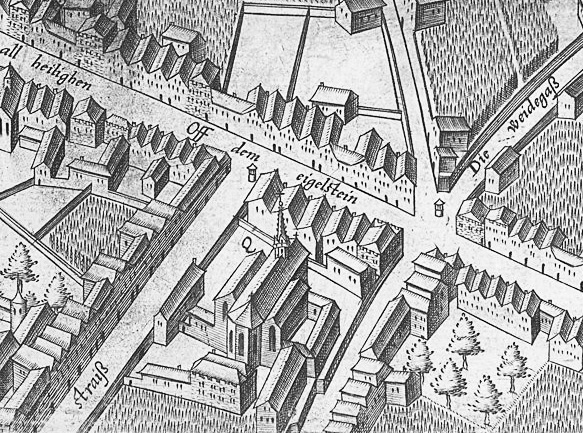
Маккавейский монастырь на плане Меркатора, 1571

Маккавейский монастырь был одним из первых женских монастырей Кёльна. Монахини, жившие по правилу святого Бенедикта, в 1178 году основали в пригороде свой монастырь рядом с часовней. Он располагался на холме Айгельштайн (Eigelstein) по улице „St. Maviren“ или „St. Marviren Strass“, современной улицы Маккавеев. Монастырь, находившийся в подчинении коллегиальной церкви Св. Куниберта, в 1803 году подлежал секуляризации и через несколько лет был снесён.

### Монастырь сестёр-августинок св. Максимина
Принято считать, что некто "Вальдаверус" (Valdaverus) основал женский монастырь у церкви св. Максимина. Церковь упоминается в дарственной грамоте архиепископа Филиппа за 1186 год. Другой документ 1188 года показывает, что монастырь августинок принадлежал кёльнскому монастырю Святой Урсулы. В этом документе кёльнский монастырь освобождал монастырь августинок и церковь от зависимости при соблюдении определённых условий. Сюда входило обязательство не проводить на монастырской территории никаких раскопок «святых тел» без разрешения штифта св. Уксулы. С 1201 года церковь и монастырь августинок стали подчиняться соборному капитулу.

### Монастырь доминиканцев

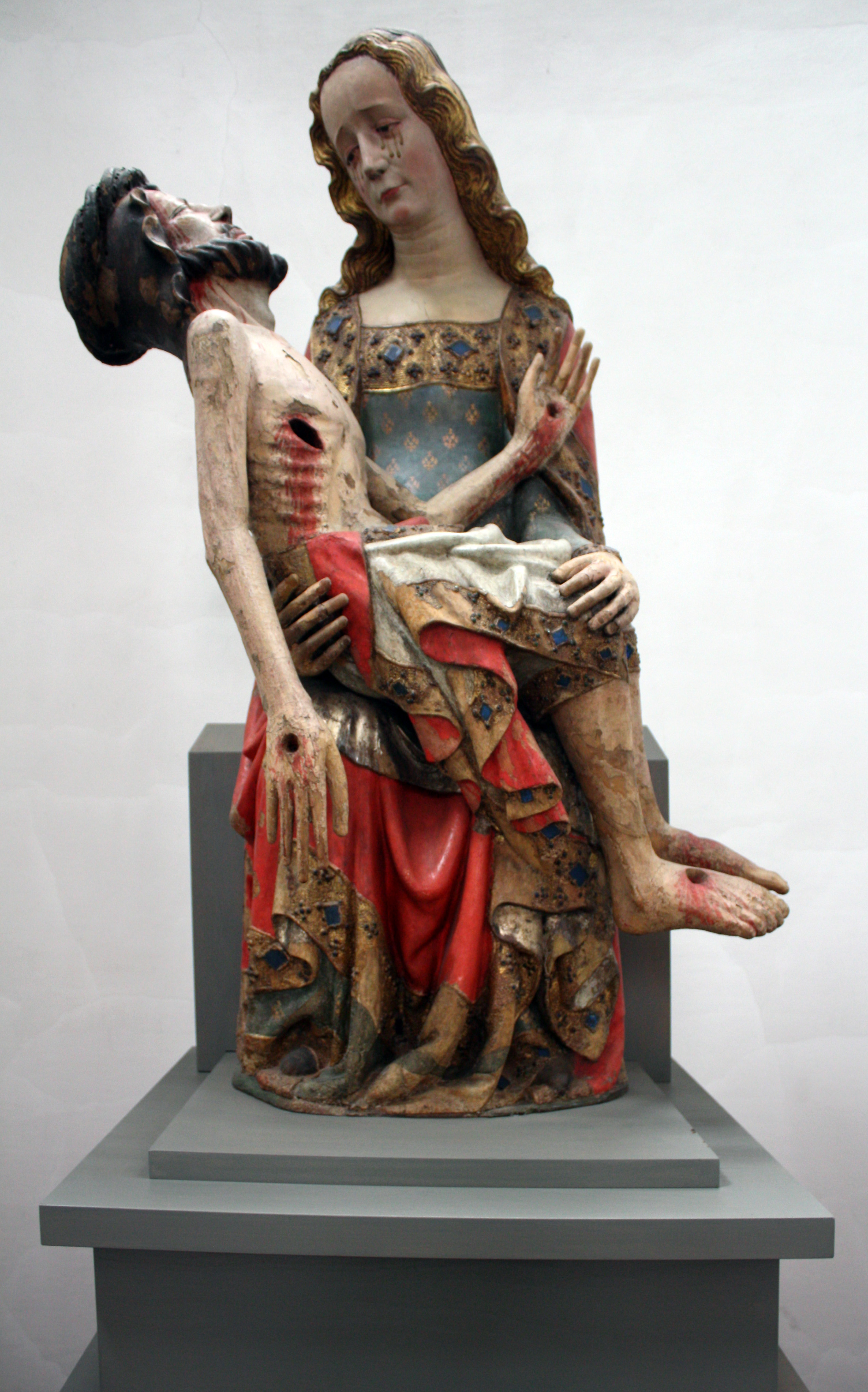
Пьета бывшего монастыря доминиканцев, ныне в церкви Св. Андрея.

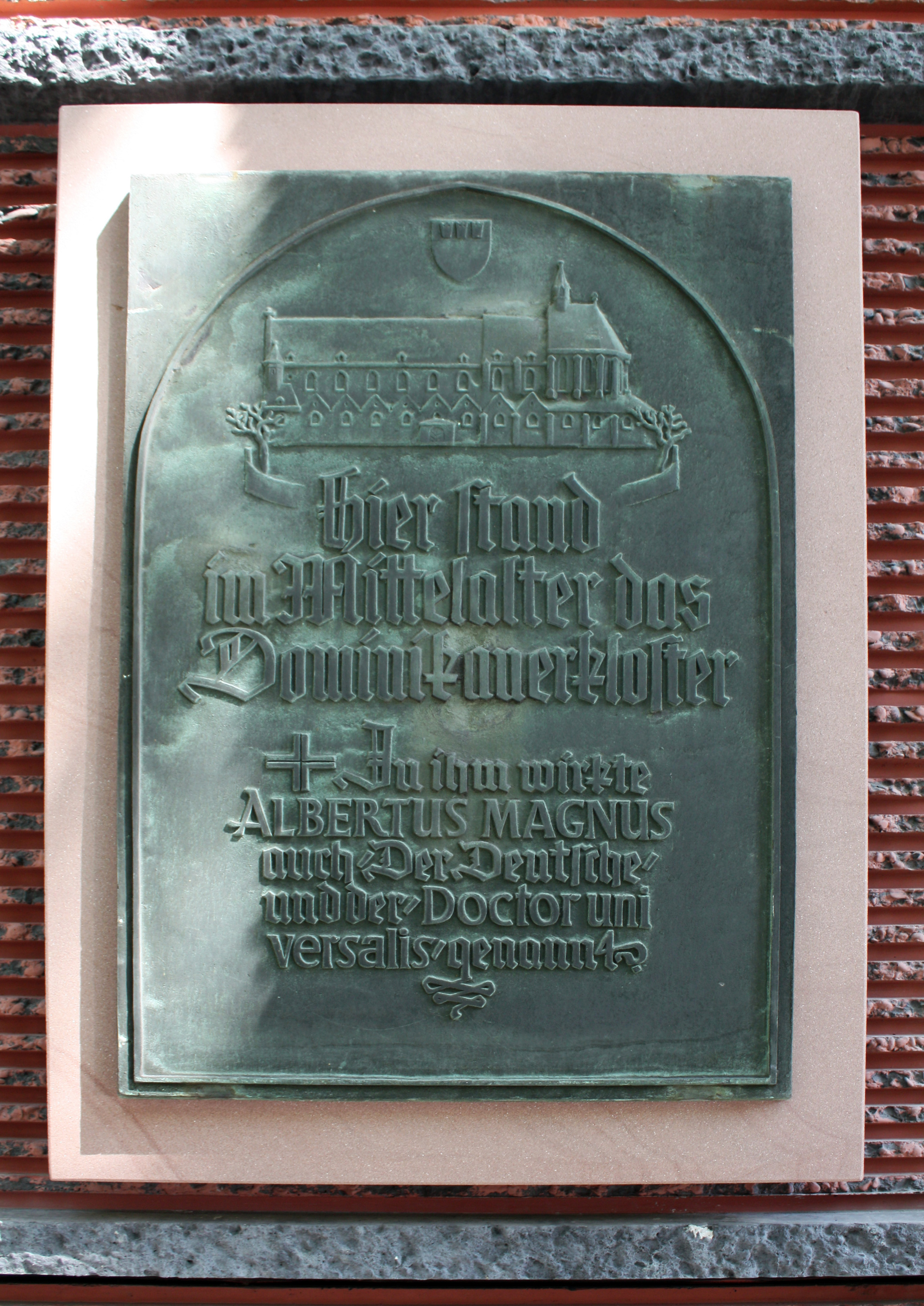
Мемориальная доска 1937 года на месте разрушенного монастыря доминиканцев.

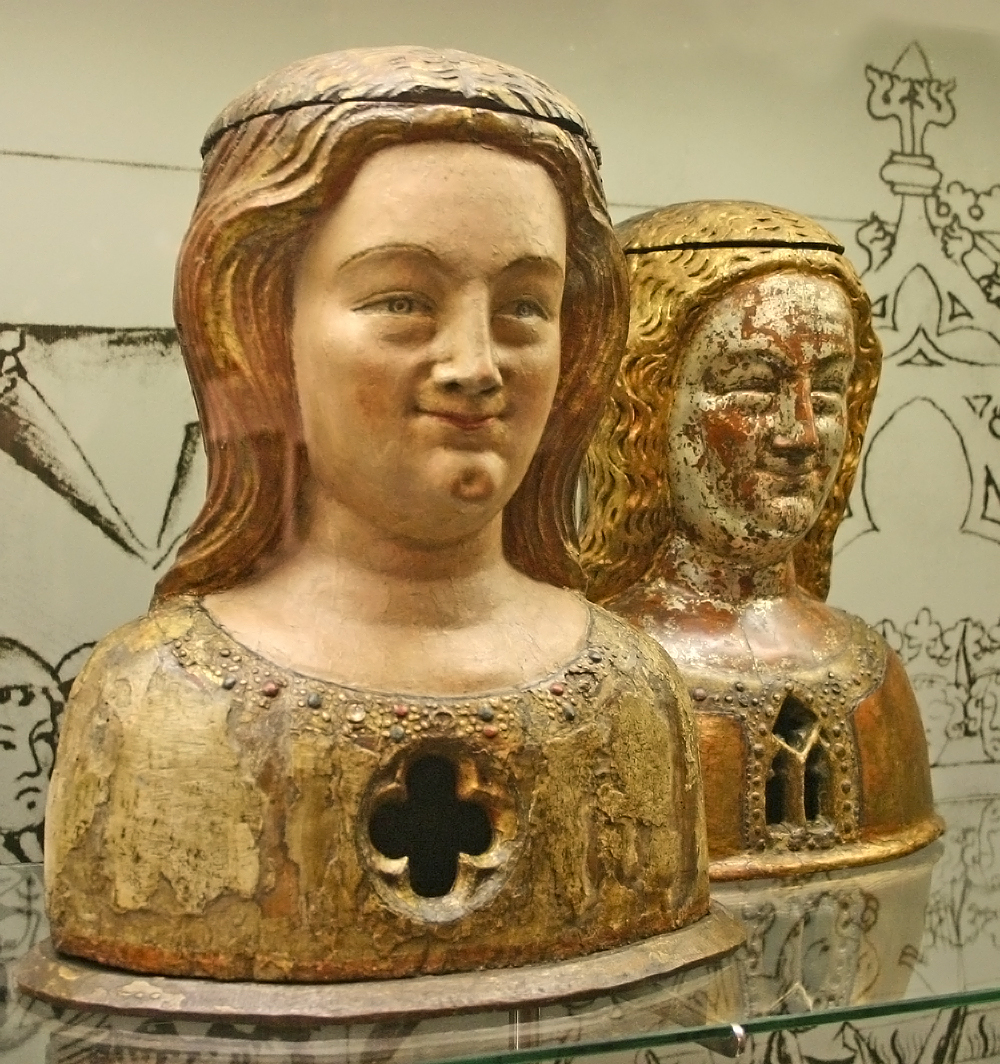
Два мощевика Урсулинок из Музей Шнютген(Кёльн) переданы в постоянную аренду Городской музей (Кёльн).

Доминиканский монастырь Святого Креста возник на базе больницы Святой Марии Магдалины на Штолькгассе, основанной в 1180 году. Он был передан новому монастырю монастырём Святого Андрея в 1220 году, который был основан по приказу генерала ордена Иордана Саксонского монахом Генрихом Мюлузским и несколькими его собратьями. Впоследствии доминиканцы расширили свой филиал, купив прилегающую территорию. В частности, купив непосредственно прилегающую усадьбу герцога Вальрама Лимбургского, они получили необходимое пространство для расширения своего монастырского комплекса до одного из крупнейших в городе. В 1224 году монастырь купил дополнительные здания, располагавшиеся на сегодняшней улице Ан-ден-Доминиканерн (An den Dominikanern). Один из этих домов был превращён в широкий портал, ведущий на собственное церковное кладбище. К нему пристроили церковь, позже известную как «Монастырь проповедника» (Predigerkloster), с западной стороны которого был устроен атриум. По завершении строительства церкви, посвященной Святому Кресту, в 1252 году была возведена окружающая её стена.
Дальнейшее развитие построек монастыря, репутация самого Кёльнского ордена, а также преподавание и наука в Кёльне находились под значительным влиянием Альберта Великого, члена Кёльнского ордена доминиканцев.

### Конвенты
- 1230, «фер Зелен» (ver Selen), Штолькгассе, основатель — Зела Йуде[нем.]
- 1255, «Вийзе» (Wijse), Урсулаштрассе, основатель неизвестен
- 1267, «Дом Ренера Буссе» (Haus des Rener Busse), Эйгельштайн, основатель Ричмонд фон Випперфюрт (Richmond von Wipperfürth)
- 1285, «цо дем Дорвеге» (zo dem Dorwege), Штолкгассе, основатель Константин фон Лискирхен[нем.]
- 1287, «Вальде» (Walde), Марцелленштрассе, основатель Берта фон Вальде (Berta von Walde)
- 1291, «Единорог» (Einhorn) (также Малая Св. Урсула), Марцелленштрассе, основатель Оделидис де Пютц (Odelindis de Pütz).
- 1294, «Хольцвильре» (Holzwilre), Комёдиенштрассе, основатель Гоб. Вусгин (Gob. Vusgin)
- В 1302 году «Лифредус де Форо Лигнорум» (Lufredus de Foro lignorum) основала бывшая усадьба «Хоф Зедервальд» (Hof Zederwald) на Комёдиенштрассе для конвента  бегинок. Из первой собственности этих сестер, которая также называлась «Лислох» (Lisloch) из-за её расположения напротив пролома в римской стене, позже сформировался монастырь целитинок[нем.] Цедервальд[нем.]. Монастырь, упраздненный в 1802 году, имел богатую священную утварь, которая, как считается, оказалась в монастыре Св. Марии на Купфергассе[нем.]. В их число входили 18 ценных картин и ряд мощевиков «голов урсуланских дев»[нем.], а также мучеников сподвижников святого Гереона[нем.].[32]
- 1308, «Надежда» (Spes, Spies), Штолькгассе, основатель Катарина Конрредере (Katharina Konrredere)
- 1315, «К лилии» (zur Lilie), Энггассе, основатель семья фон Кузин (von Cusin)
- 1320, «К Хане» (zum Hane), Энггассе, основатель Ида де Лованио (Ida de Lovanio)
- 1321, «К Моммерслох» (zum Mommersloch), Штолкгассе, основатель Бела фон Моммерслох (Bela von Mommersloch)
- 1333, «К Берге» (zum Berge), Марцелленштрассе, основатель Мерхильдис де Берге (Merhildis de Berge)
- 1334, «Монхайм» (Monheim), Марцелленштрассе, даритель Алейдис фон Монхайм (Aleidis von Monheim)
- 1335, «Ингендорп» (Ingendorp), Максиминенштрассе, даритель Друда де Ингендорп (Druda de Ingendorp)
- 1337, «Сестринский дом Шпигель», Гунненрюккен (Hunnenrücken)
- В 1338 году впервые упоминается скит святого Ахатия[нем.], также известного как святой Агатий. Он располагался на Марцелленштрассе (юго-восток Нидериха). Скит, созданный на средства кёльнских граждан, был упразднен в 1582 году, будучи женским монастырём доминиканцев.[33] На его месте позже был построен иезуитский колледж Трикоронатум[нем.], большая часть которого была уничтожена пожаром в 1727 году.[34]
- 1343, «К Ханд» (zur Hand), Каттенбуг, дарители Аляйдис и Ида фон Вийзе
- 1346, «Фенекин» (Venekin), Марцелленштрассе. С 1385 года больше не конвент.
- 1359, «К Хирцгин» (zum Hirzgin), Урсулаштрассе. С 1366 года больше не конвент.
- 1363, «Домус Бомбарди» (domus Bombardi) или «Цом Кессель» (zom Kessel), Заксенхаузен, даритель Арн. Де Палацио
- 1375, «Лайхлинген» (Leichlingen), Марцелленштрассе, даритель Юта де Лайхлинген.
- 1514, «Дуйце» (Duytze), Гунненрюккен
- 1634, «Маргаретен» (Margarethen), Урсулаштрассе, даритель Маргарет фон дер Рекк

### Часовни
Помимо домовых часовен, расположенных на территории монастырей или конвентов, в Нидерихе было ещё несколько сохранившихся с более ранних времён отдельных часовен. Зачастую это были первоначально построенные придорожные или частные часовни, которые со временем были подчинены близлежащей церкви (всего в Кёльне было 28 отдельных часовен).

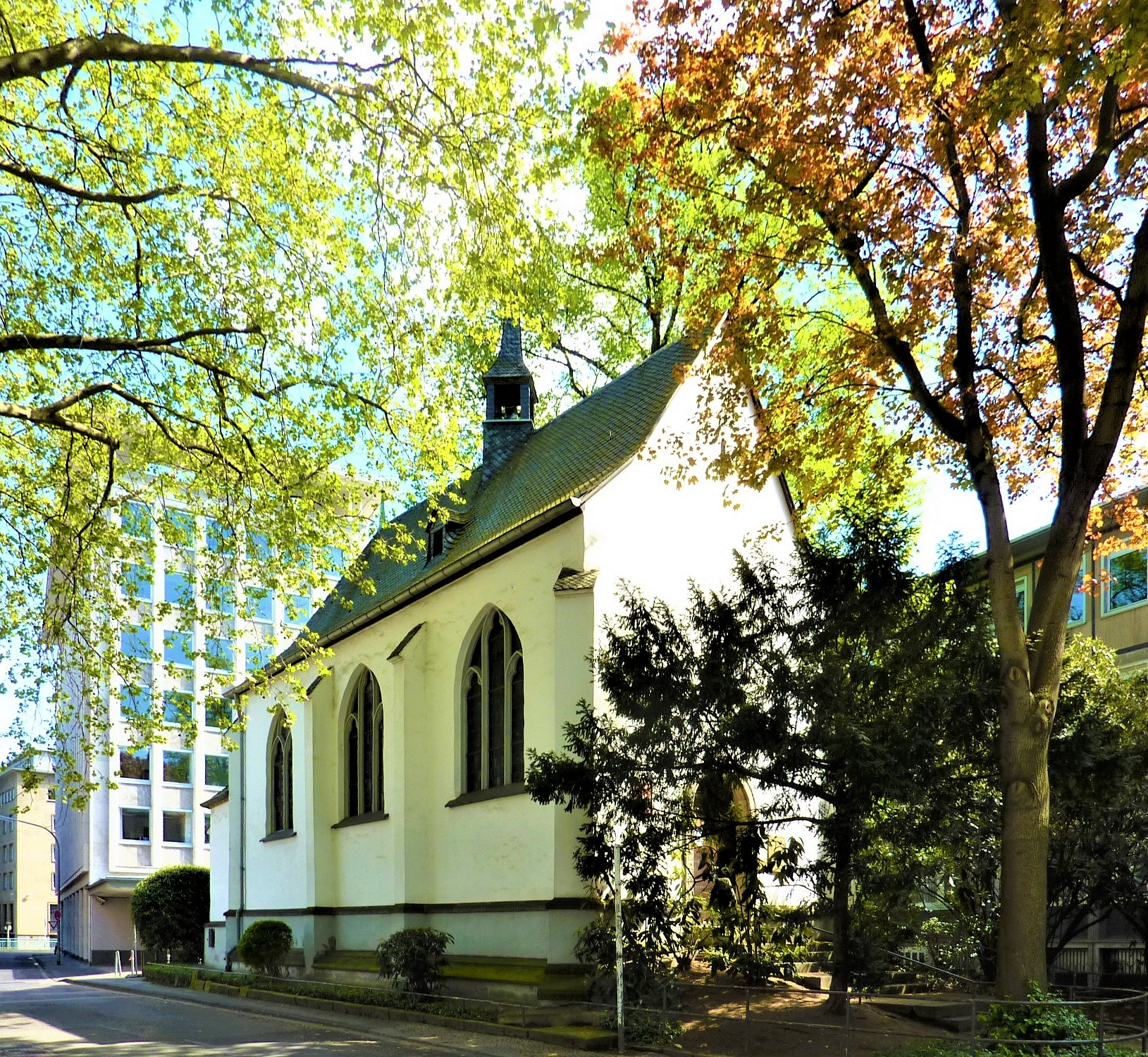
Часовня Мария Абласс

- Чтобы защитить от непогоды чудотворную фреску Марии на внешней стене церкви Марии Абласс, с северной стороны тогдашней приходской церкви была возведена пристройка, в которой расположена часовня Благодати (часовня чудотворного образа), впервые упомянутая в 1528 году.[26], которая сохранилась и сегодня. Сейчас часовня используется Русской православной церковью Кёльна.
- Согласно Гелениусу, часовня Св. Марцелла по преданию была основана Кунибертом, который освятил её в честь папы Марцелла. Часовня, располагавшаяся в винограднике настоятеля собора, впервые упоминается около 1180 года. Часовня сохранялась на протяжении веков и после закрытия в 1802 году перешла в собственность администрации городского района. Продажа часовни в 1820 году осуществлялась при условии передачи престола и утвари церкви Успения Пресвятой Богородицы. В 1835 году здание было снесено, за исключением северного фронтона.[35]
- Часовня Губертуса была часовней, подчинявшейся кафедральному монастырю. Она располагалась среди монастырских виноградников, в тупике, ответвляющемся от Транкгассе на север. Согласно Гелениусу, это было простое здание ex lignis et caemento, подаренное иезуитам архиепископом Фердинандом в 1615 году вместе с окружающей её территорией. В рамках работ по строительству нового церковного здания на восточной стороне южной Марцелленштрассе часовня была снесена.[36]
- Часовня Серватиуса стояла на углу Йоханнисштрассе, рядом с аркой Сервасгассе, позже известной как Ворота Серватия. Она упоминается в ранних документах 1150 и 1165 годов. Задняя часть часовни (в 1571 году больше не видна), известная как Сад удовольствий (вирдарий), была передана Братству Серватиус в 1336 году. В XVI веке часовня временно служила приходской церковью Св. Куниберта, пока в 1596 году приходская служба не была перенесена. Капуцины построили свой первый филиал в Кёльне рядом с часовней в 1610/15 гг. После упразднения в 1802 году здание было продано французской администрацией в 1807 году Серватиусу Цайдту, который построил здесь маслобойню. Затем собственность перешла к братьям Уоррингер Николини, которые построили здесь дом. По словам Койссена, остатки старой часовни в виде кладки из туфа всё ещё были видны в 1843 году.[37]

## Политика и право
Приходские округа или приходы были в реальности избирательными округами в органы городского руководства. Из них были набраны выборные представители районов, которые затем в качестве делегатов формировали городской «Широкий совет».

### Кёльнский наследственный бейливик
Суд наследственного бейливика на Эйгельштайне появился относительно поздно. Принято считать, что первоначально штаб-квартира располагалась в деревне Фолькховен, а в связи с расширением Нидериха она переехала в Эйгельштайн. Там он отвечал за территорию между районом Гереон и Рейном и включал в себя части прихода Куниберта, которые не были включены в стену в 1106 году. В дальнейшем ему подчинялись лишь наследственные районы основного города, главного его района. Резиденцией суда был так называемый Дингхаус на Бюхеле Эйгельштайна, рядом со старыми воротами Эйгельштайна. Председательствовал мэр, назначенный потомственным судебным приставом.
Семья «фон По» с древних времен базировалась на Нидерихе и имела в качестве вотчины местную усадьбу (двор). Архиепископ Вальрам купил её ещё в 1342 году у «Тильнана из По» — другой ветви семьи.
Три более крупных феода располагались далеко за пределами старого города и находились под юрисдикцией наследственного бейливика в Нидерихе. В их число входили деревня Линдвейлер, вся деревня Фолькховен с окрестностями, гуфа земли в «Фулене» и ещё одна деревня  в Фельдкасселе.
Примерно в 1351 году совет время от времени поднимал спор с судебным приставом, обвиняя его в том, что он незаконно занимается делами соседей по Эйгельштайну в своём суде, хотя под его юрисдикцией находились только жители Фолькховена.

### Гражданский суд
Судебный округ включал старый «Айгельштайнтор» и вёл вдоль «Альтен Грабен» (сегодня Айнтрахтштрассе) к окрестностям часовни Святой Марии Абласс. Там через двор «Часов» (о нём напоминает сегодняшняя улица «Им Глокенринг») к «Виххаусу», потом вниз к Рейну по прибрежной территории, затем вверх к иммунитету Св. Куниберта и оттуда по улице «Унтер Боденмахер» снова к старым воротам Айгельштайна.
После 1106 года пригород Нидерих образовал своё реальное единство через суд и церковь, общая штаб-квартира которых находилась на Йоханнисштрассе. Здесь располагался уездный дом Нидериха, в парадном здании которого располагался суд народных заседателей, а также квартира судебного посыльного. В задней пристройке размещались гражданские чиновники и церковные администраторы. Суд пользовался уважением высшего суда старого города и не был ограничен своей компетенцией.
Как и в тогдашнем «Оверсбурге», местные органы власти в Нидерихе также развивались по модели приходов старого города. Самое позднее после примирения с архиепископским градоначальником обе области получили свои собственные судебные округа, наделённые обширной гражданской юрисдикцией.

### Крестьянский банк
Жители, которые в основном работали в сельском хозяйстве в качестве мелких производителей (позже их стали называть «каппесбюре»), торговцев овощами на рынках или подёнщиков, организовались в специальную «ассоциацию» — Крестьянский банк (Бауэрбанк). Нидерих являлся регионом одного из пяти фермерских банков Кёльна и был основан на улице Айгельштайн. Даже после более позднего расширения, ассоциация по-прежнему отвечала за северный сектор «Кёльнер-Швайд». Бауэрбанк в Нидерихе был последним, основанным советом в 1391 году, и принадлежавшим округу Санкт-Куниберт.

## Интеграция Нидериха в городскую территорию

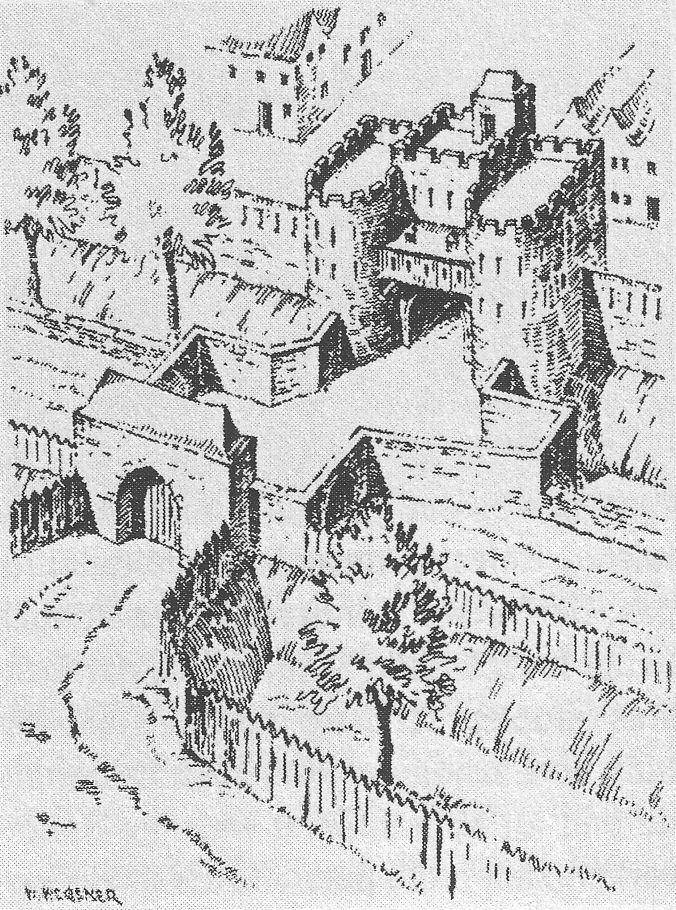
Ангельштайнские ворота в 1571 году

Пространственное включение пригородной территории в город включало следующую территорию: начиная с Еврейских ворот (Юденпфорте), которые ранее открывали доступ к современной улице Комёдиенштрассе, новая линия городских укреплений тянулась по «Иппервальдграбену» (сегодняшний Каттенбуг) на север к воротам «Вюрфельпфорте», которые охраняли современную улицу «Унтер Заксенхаузен» с запада. Затем укрепления продолжались в северо-восточном направлении через «Старый Грабен» (сегодняшние улицы Кардинал Фрингсштрассе-Айнтрахтштрассе) всё более уклоняясь на восток к старым воротам Айгельштайн. Там они пересекали улицу Айгельштайн и по современной «Унтер Краненбёймен» вела к территории иммунитета церкви Святого Куниберта.
Первоначально эти укрепления, состоявшие из вала и рва, было временной и относительно быстро реализуемой защитной мерой. Растущее население вскоре привело к мысли о строительстве более сильных и обширных укреплений. Этот мощный проект начался в 1173 году. Пока снова была построена только стена со рвом, и прошли десятилетия, прежде чем была полностью построена каменная стена с воротами и башнями. В 1207 году строительство стены получило явное одобрение короля Филиппа, а в 1212 году король Отто подтолкнул дальнейшее строительство, разрешив городу взимать налог на пивоварение и помол зерна, ограниченный тремя годами, что должно было помочь завершить строительство крепостных сооружений. Очень медленное развитие всего комплекса иллюстрируется упоминанием 1254 года, когда о новой стене упоминалось только в Каленхаузене-им-Нидерихе (muri civitatis apud Caldinhuisin).
Даже после того, как позже была построена новая городская стена при расширении города, обязанность охранять старые укрепления сохранялась вплоть до XIII века.

### Народные обозначения частей пригорода

#### Освящённые народной молвой территории
С момента основания Нидериха сохранилось мало сведений о его подразделении, вероятно, из-за малочисленности поселений. Таким образом, сам Эйгельштейн имел лишь приблизительное разделение. На южной стороне улицы находился подрайон, разывавшийся "Вайденгассе" (Weidengasse), а на восточной стороне — подрайон "Терденхофен" (Therdenhoven). Начиная с 1303 года территория между Рейном и Иоганнисштрассе стала называться "ад портам" (ad portam). Западный район до Максиминенштрассе и Айгельштайна назывался "а пистрино Максимини" (a pistrino Maximini). Полоса от Максиминенштрассе до Марцелленштрассе была районом "а с. Лупо" (a s. Lupo). Площадь между Комёдиен и Унтер-Заксенхаузен, а также Марцелленштрассе и Каттенбуг была подрайоном "хоспиталис с. Андрее" (hospitalis s. Andree). Между Марцелленштрассе, Штолькгассе, а также перед Доминиканской церковью и Урсулаштрассе находился район "а доно пасторе" (a dono pstorea). К западу отсюда и к югу от дороги Хунненрюккен район назывался "а домо Хильден" (a domo Hilden), а к северу от последних двух подрайонов находился тот, который назывался "а с. Фиргинхус" (a s. Virginhus).

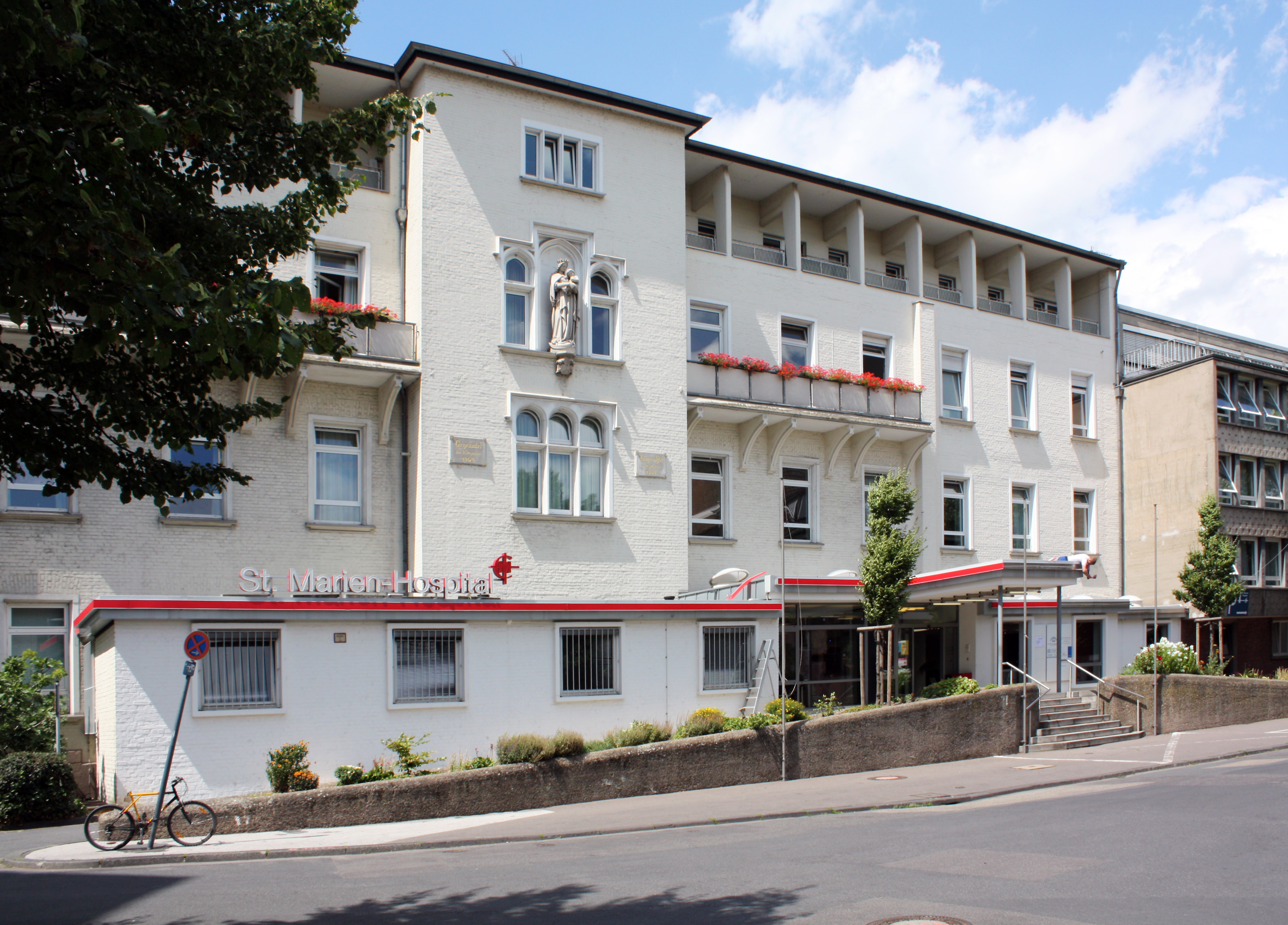
Больница Святой Марии

## Муниципальное развитие

### Социальные институты
Примерно в середине XIX века о жителях Нидериха заботились больница Винценц ордена Винцентианок на Айнтрахтштрассе и единственная оставшаяся больница Марии, основанная в 1864 году рядом с церковью Святого Куниберта. Предшественники этих учреждений были задокументированы ещё с середины XII века.

#### Больница Св. Гериберта
В 1147 году больница Св. Андрея упоминается на картах больницы Св. Мартина. Дом, приобретённый пробстом Теодерихом в 1195 году для больничных целей, в 1203 году упоминается как больница Св. Андрея, стоящая рядом с больницей Св. Павла. В 1281 году на верхнем этаже дома располагался монастырь бегинок, в то время как бедные и больные жили на первом этаже. Новое здание, возведенное в 1306 году, служило тем же целям, но теперь, согласно документу архиепископа Генриха от 1314 года, оно также принимало паломников.